# لوكا سليشكوفيتش
لوكا سليشكوفيتش (بالألمانية: Luka Sliskovic) هو لاعب كرة قدم سويسري ونمساوي، ولد في 4 أبريل 1995 في زوفينجن في سويسرا. لعب مع نادي فينترتور.

## وصلات خارجية
- لوكا سليشكوفيتش على موقع قاعدة بيانات كرة القدم.إي يو (الإنجليزية)
- لوكا سليشكوفيتش على موقع بيانات كرة القدم. دي إي (الألمانية)
- لوكا سليشكوفيتش على موقع Soccerbase.com (لاعب) (الإنجليزية)
- لوكا سليشكوفيتش على موقع Soccerway.com (الإنجليزية)
- لوكا سليشكوفيتش على موقع عالم كرة القدم.نت (الإنجليزية)